# Вялта
Вя́лта (эст. Välta) — деревня в волости Сааремаа уезда Сааремаа, Эстония. 
До административной реформы местных самоуправлений Эстонии 2017 года входила в состав волости Пёйде.

## Число жителей
По данным переписи населения 2011 года в деревне проживал 41 человек, все — эстонцы.

## Географическое положение
Расположена на острове Сааремаа, в его восточной части, в 3 километрах от берега моря.

## Известные личности
В деревне родился Алексей Мюрисепп (1902—1970) — советский эстонский государственный деятель, председатель Совета министров Эстонской ССР (1951—1961), председатель Президиума Верховного Совета Эстонской ССР (1961—1970).